# Grammostola porteri
Grammostola porteri là một loài nhện trong họ Theraphosidae.
Loài này thuộc chi Grammostola. Grammostola porteri được Cândido Firmino de Mello-Leitão miêu tả năm 1936.

## Hình ảnh

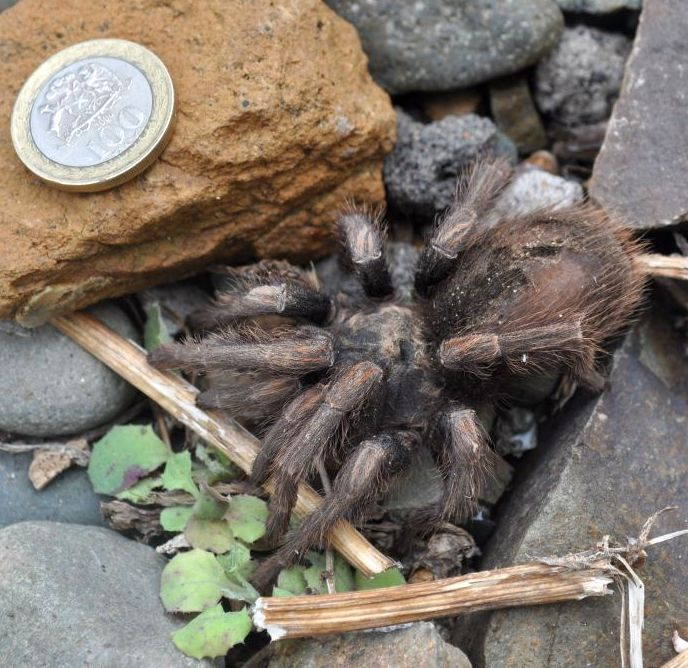